# Đala
Đala (serbocroata cirílico: Ђала; húngaro: Gyála) es un pueblo de Serbia perteneciente al municipio de Novi Kneževac en el distrito de Banato del Norte de la provincia autónoma de Voivodina.
En 2011 tenía 796 habitantes, de los cuales cuatro quintas partes eran étnicamente serbios, habiendo además pequeñas minorías de magiares y gitanos.
Se conoce la existencia del pueblo desde el siglo XV, cuando era una finca rústica del reino de Hungría. La aldea quedó deshabitada tras la invasión otomana y el Imperio Habsburgo lo repobló en el siglo XVIII, siendo los nuevos pobladores principalmente serbios. Como consecuencia del tratado de Trianon, desde 1920 el pueblo es un puesto fronterizo de Serbia con Hungría.
Se ubica a medio camino entre Novi Kneževac y la ciudad húngara de Szeged, sobre la carretera 103, junto a la frontera entre Hungría y Serbia. Al oeste del pueblo, la frontera la marca el río Tisza. Al noreste se ubica el paso fronterizo de la carretera, que da acceso al pueblo húngaro de Tiszasziget.